# Phasengitter
Phasengitter sind optische Beugungsgitter, welche die Phase der durchlaufenden Lichtwelle beeinflussen.
Ideale Phasengitter sind vollständig durchsichtig, an den Gitterstegen wird das Licht aufgrund des Brechungsindexes des Materials verzögert. Varianten:
- Material ist an Stegen dicker oder hat einen geänderten Brechungsindex
- Übergänge zwischen Stegen und Spalten sind sprunghaft oder fließend
- Gitter ist durchsichtig (Transmissionsgitter) oder reflektiert (Reflexionsgitter).

Eine Verzögerung um beispielsweise eine halbe Wellenlänge {\displaystyle \lambda /2} entspricht 180° Phasenverschiebung.

## Wirkung

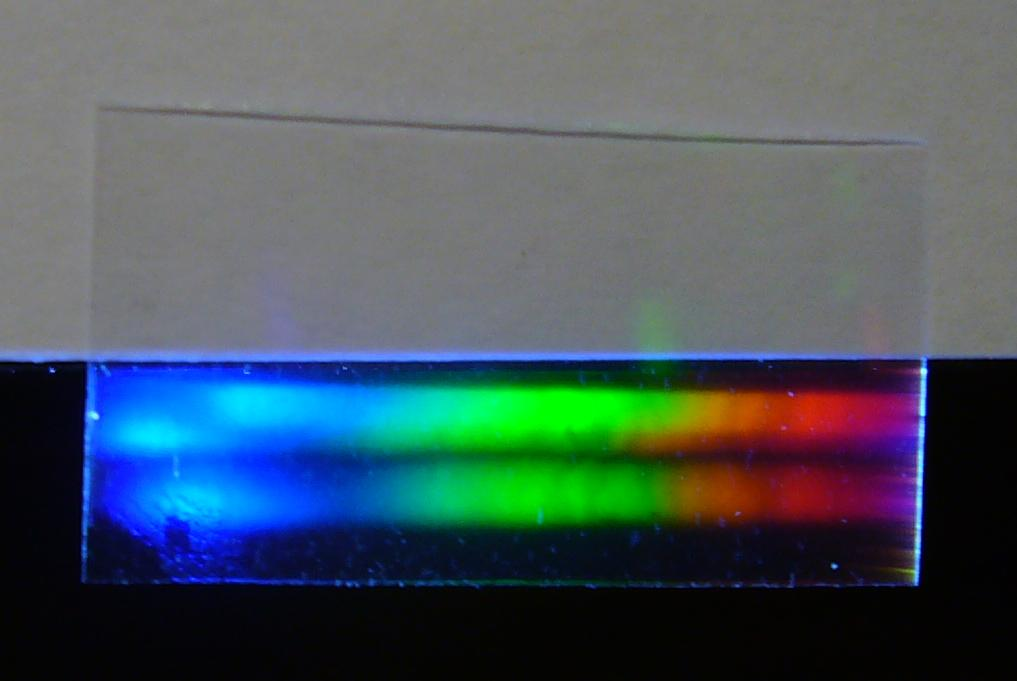
Transmissions-Phasengitter (Gitterkonstante 1 µm). Das Gitter liegt auf einer Tischkante und wird von unten beleuchtet (Taschenlampe mit 3 LEDs).

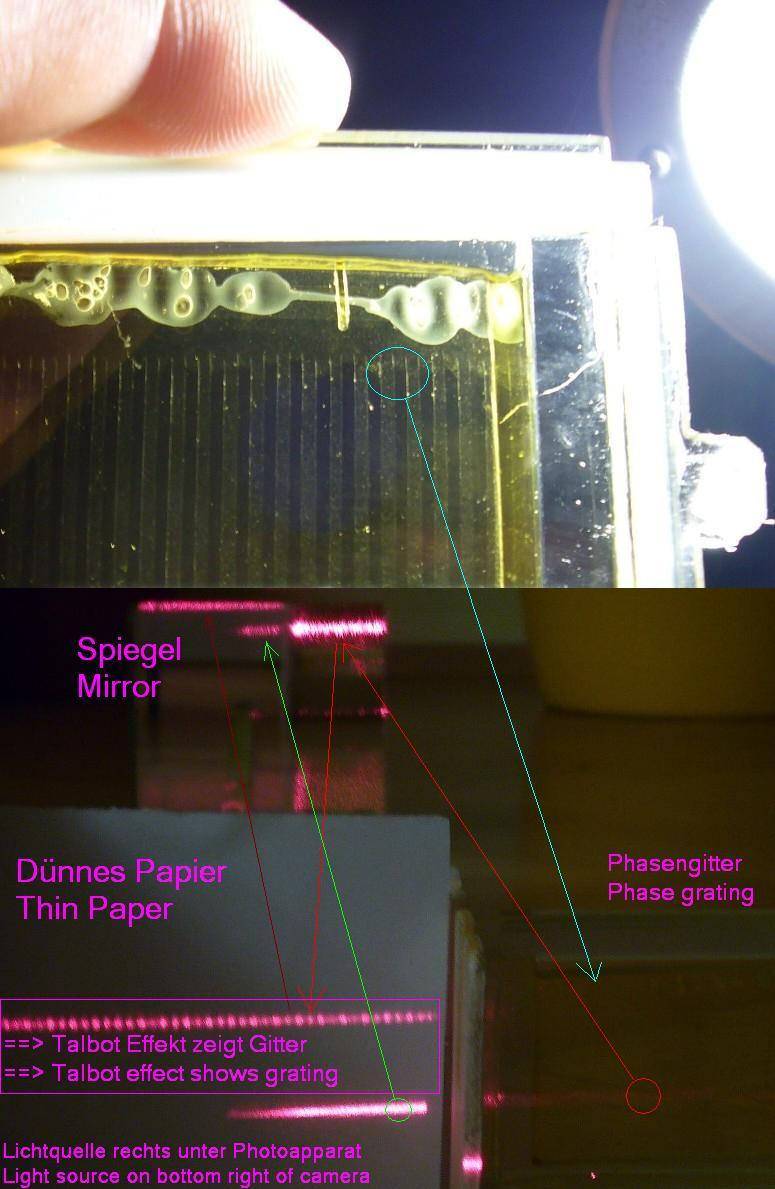
Eigenbau-Phasengitter mit Gitterkonstante 2 mm (zur Sichtbarkeit von hinten beleuchtet, oben) und erzeugter Talbot-Effekt (gepunktete Lichtzeile; unten)

Phasengitter sind durchsichtig und deshalb nicht gut sichtbar. Die Beugung (wie an jedem optischem Gitter) kann jedoch ausgenutzt werden:
- Ein dünner monochromatischer Laserstrahl wird in mehrere Richtungen aufgeteilt.

- Für bessere Ergebnisse stellt man hinter das Gitter eine (Sammel-)Linse und in den Brennpunkt der Linse einen Beobachtungsschirm. Die Linse gruppiert dann Lichtstrahlen nach ihrem Ablenkwinkel. Das benötigt einen hinreichend parallelen Lichtstrahl, erlaubt aber breitere Strahlen und gröbere Gitter.

- Bei sehr groben Gittern können die geringen Ablenkwinkel mit dem Talbot-Effekt dargestellt werden.

## Anwendung
Phasengitter können gegenüber Amplitudengittern diese Vorteile haben:
- Energie: Die Lichtstärke bleibt voll erhalten.
- Fertigung: Phasengitter können z. B. aus einer stehenden Welle (Ultraschall, Licht) bestehen. Die Welle modifiziert den Brechungsindex des Mediums. Ein Beispiel sind Akustooptische Modulatoren.
- Röntgen: Röntgenstrahlen werden von keinem Material perfekt absorbiert. Deshalb sind die Stege in Amplitudengittern niemals perfekt absorbierend. Phasengitter dagegen lassen sich gut fertigen[1].

## Auslegung
Phasengitter können beispielsweise darauf ausgelegt sein, Licht einer vorgegebenen Wellenlänge {\displaystyle \lambda } um eine halbe Wellenlänge {\displaystyle \lambda /2} zu verzögern. Hat das Material des Gitters den Brechungsindex {\displaystyle n}, so müssen die Stege des Gitters höher sein um
{\displaystyle \Delta h={\frac {\lambda }{2(n-1)}}}
Haben die "Stege" des Gitters einen um {\displaystyle \Delta n} höheren Brechungsindex als die "Spalten" des Gitters, so beträgt die Höhe des Gitters {\displaystyle \Delta h=\lambda /(2\Delta n)}.
Herleitung: Durch das Material ändert sich die Frequenz {\displaystyle f}  des Lichts nicht gegenüber dem Vakuum. Wegen der auf {\displaystyle c_{n}=c_{0}/n}  reduzierten Phasengeschwindigkeit des Lichts sinkt die Wellenlänge ({\displaystyle \lambda =c/f} ) im Material auf {\displaystyle \lambda _{n}=\lambda /n}. Damit ergibt sich die Bedingung:
{\displaystyle 1/2={\frac {\Delta h}{\lambda _{n}}}-{\frac {\Delta h}{\lambda }}={\frac {(n-1)\cdot \Delta h}{\lambda }}}.